# Catharinea subundulata
Catharinea subundulata là một loài Rêu trong họ Polytrichaceae. Loài này được (Göpp. & Menge) Broth. mô tả khoa học đầu tiên năm 1909.